# Damsdorf (Szlezwik-Holsztyn)
Damsdorf – gmina w Niemczech w kraju związkowym Szlezwik-Holsztyn, w powiecie Segeberg, wchodzi w skład urzędu Bornhöved.